# Peukendorf
Peukendorf ist eine Siedlung der Gemeinde Helbedündorf im Kyffhäuserkreis in Thüringen.

## Geografie
Peukendorf ist der südliche Nachbar von Kleinbrüchter. Die Ansiedlung liegt an der Kreisstraße 4 und befindet sich in einer ländlichen Gemarkung, die nördlich und südlich mit Wald vom Dün durchsetzt ist.

## Geschichte
Im Urkundenbuch I 23 vom Kloster Walkenried wurde am 4. September 1178 Peukendorf erstmals urkundlich erwähnt. Im Bereich des Guts fand man Spuren von Pfahlhäusern und Steinäxte aus dem 1. Jahrhundert n. Chr. 1378 gehörte das Gut zum Kloster Schlotheim, dann wurde es eine fürstliche Domäne. 1787 wurde die Feuerwehr des Ortes gegründet. Peukendorf hatte mit Kleinbrüchter Eisenbahnanschluss. Der Personenverkehr wurde 1969 beendet, der Güterverkehr mit dem Ende des Kali-Abbaus nach 1990.
Der letzte Pächter des Guts war Amtsrat Karl Buse von 1890 bis 1935. Peukendorf war sein Lebenswerk. 1935 wurde das Gut als Siedlung ausgeschrieben. 9 Siedlungshöfe sollten entstehen, 7 davon als Neubauten. Sie wurden mit je 15 Hektar Land ausgestattet. Die Häuser, je zur Hälfte für Wohn- und Wirtschaftszwecke, wurden im Stil der damaligen Zeit gebaut. Im Laufe der Jahrzehnte wurden sie durch Anbauten zum Teil stark verändert, ein Haus wurde abgerissen. An jeder Giebelwand der Siedlungshäuser findet sich ein Sinnspruch. Ein Restgut mit dem Herrenhaus und den stattlichen Wirtschaftsgebäuden wurde weitergeführt. Ab Kriegsende hatte das Herrenhaus viele Heimatvertriebene aufzunehmen. Zur Zeit der SBZ wurde das Gut in Volkseigentum überführt, später in das VEG Allmenhausen eingegliedert. Eine große Schweinemastanlage entstand. Die verbliebenen Siedler mussten 1958 eine LPG bilden. Das Herrenhaus, das vorübergehend auch noch als Schule gedient hatte, wurde in den 1970er Jahren abgerissen. Nach der politischen Wende wurden die Eigentumsverhältnisse neu geregelt.
Am 2. September 1995 wurden Kleinbrüchter und Peukendorf mit 50 Personen Mitglied der Einheitsgemeinde Helbedündorf, weil man von jeher verbunden war.

## Sinnsprüche an den Siedlungshäusern
- „Sein Schicksal schafft sich selbst der Mann“
- „Tu nur das Rechte in Deinen Sachen, das andere wird sich selber machen“
- „Ein Stand muß lehren, der andere wehren, der dritte muß nähren“
- „Die Faust am Schwert, die Hand am Pflug, schaffen Fried und Brot genug“

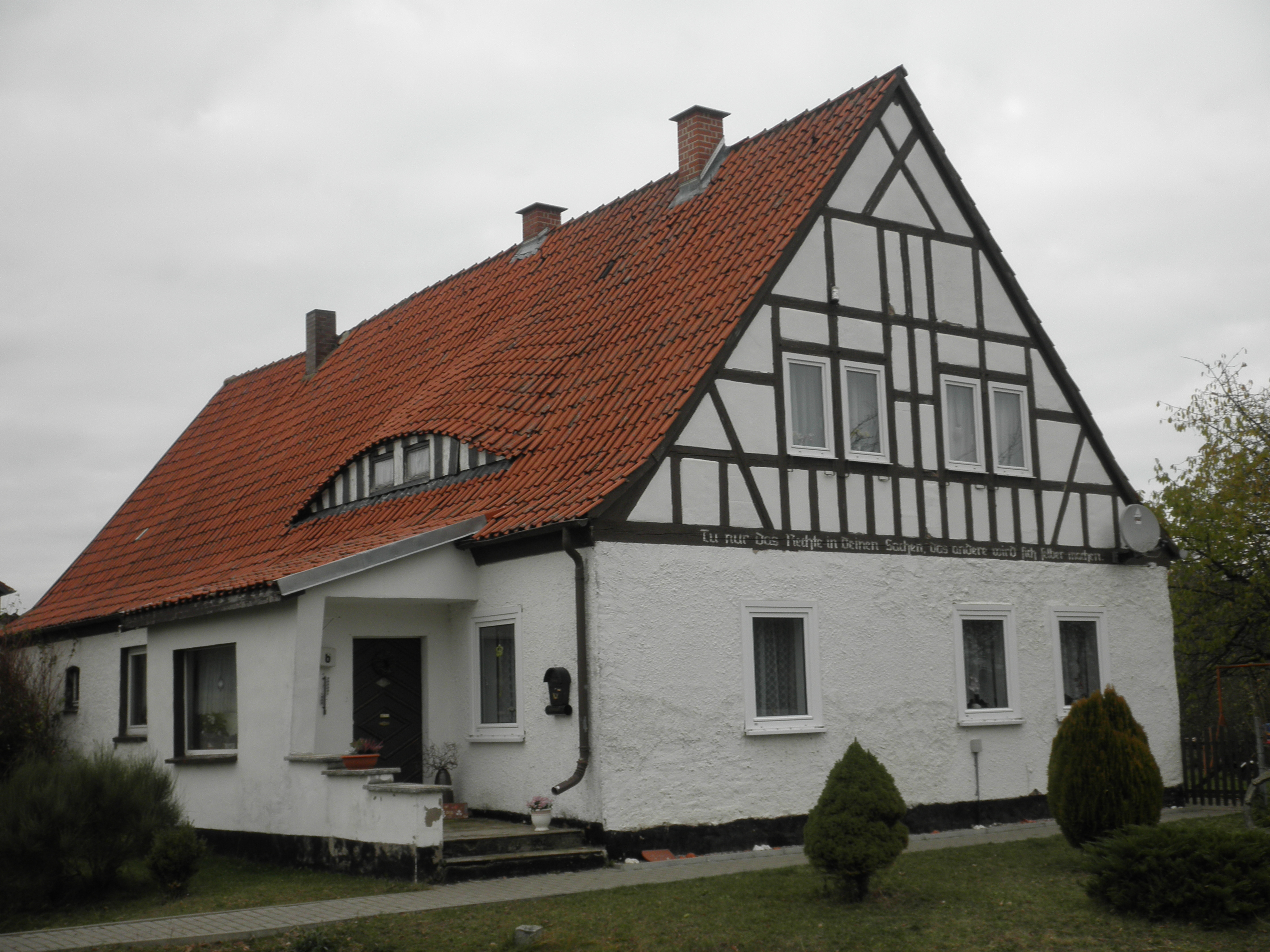
Siedlungshaus von 1936 (2012)
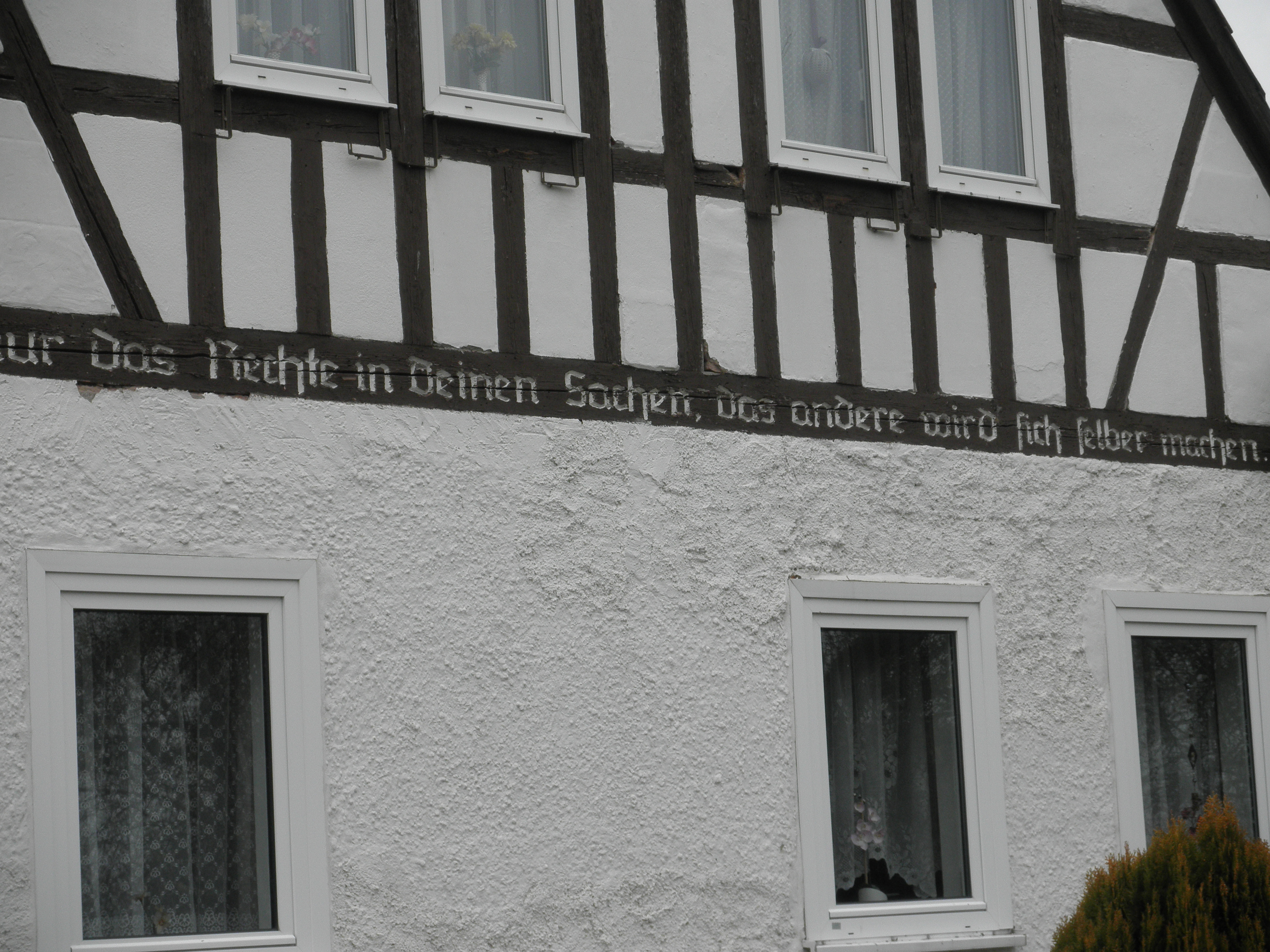
Sinnspruch an einem Siedlungshaus (2012)
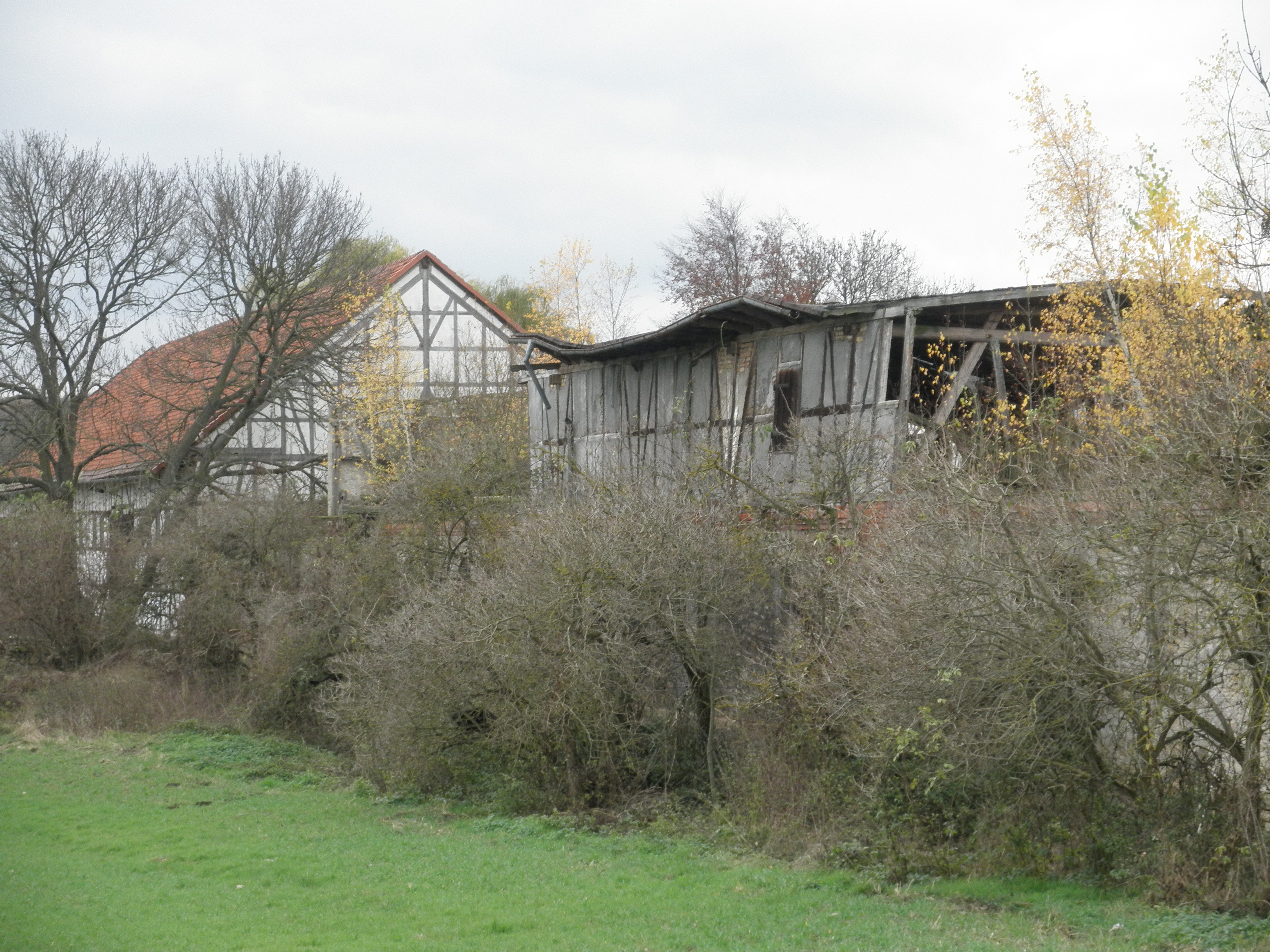
Gutsgebäude in Peukendorf (2012)